# کشتی‌شکستگی

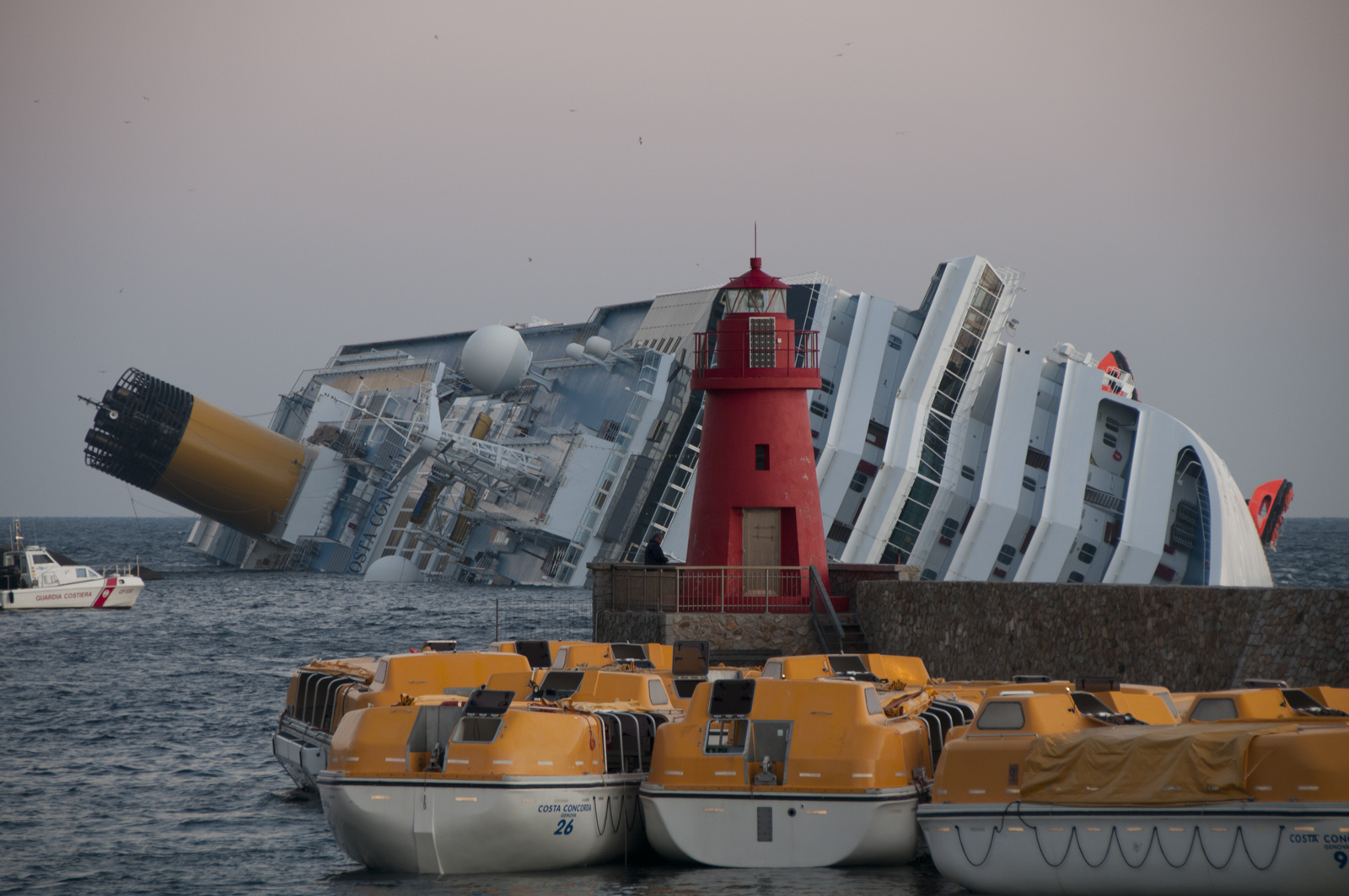
کشتی به گل نشسته کستا کنکوردیا در یکی از سواحل ایتالیا ۲۰۱۲.

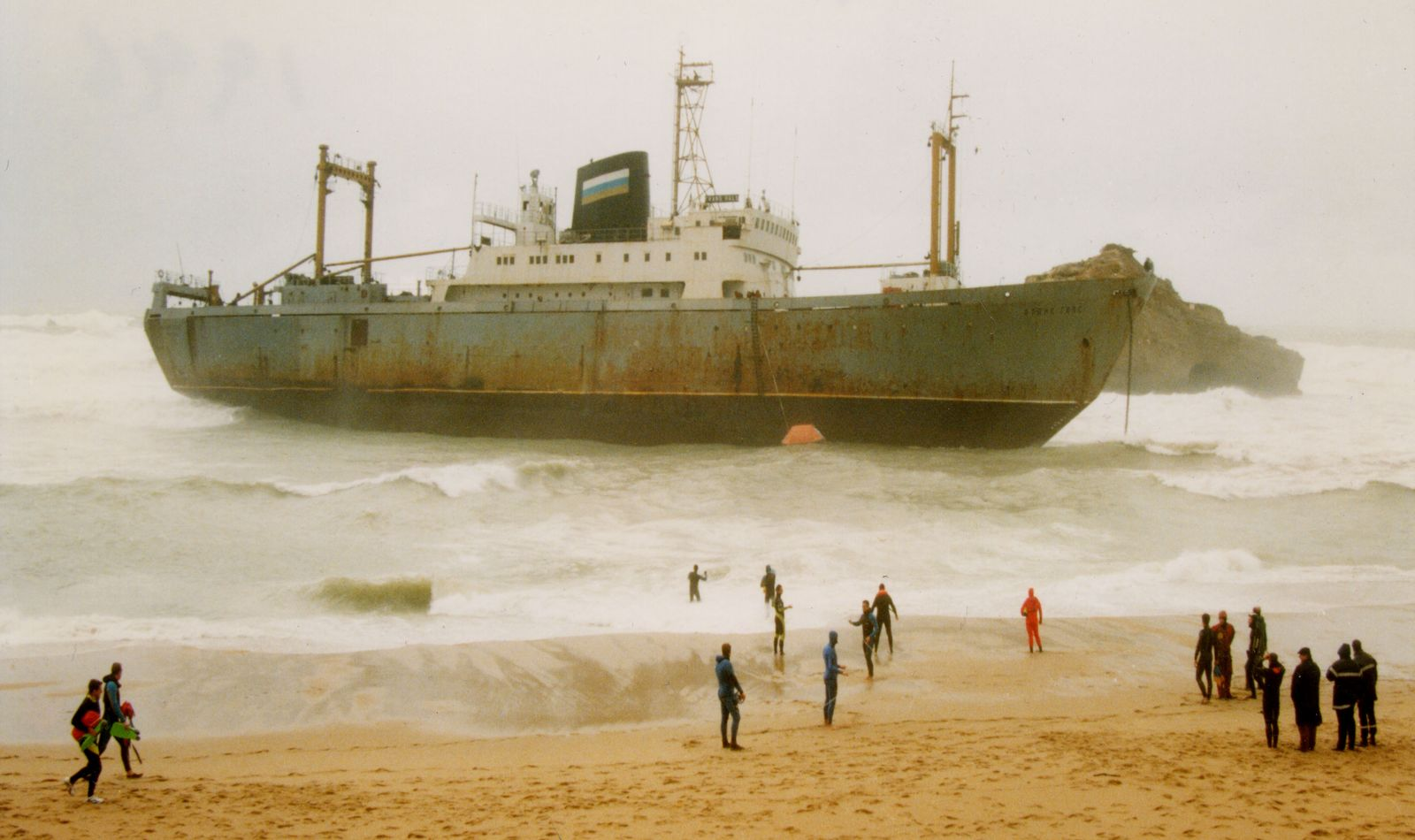
کشتی به گل نشسته فرانتز هالز در بیاریتز فرانسه.

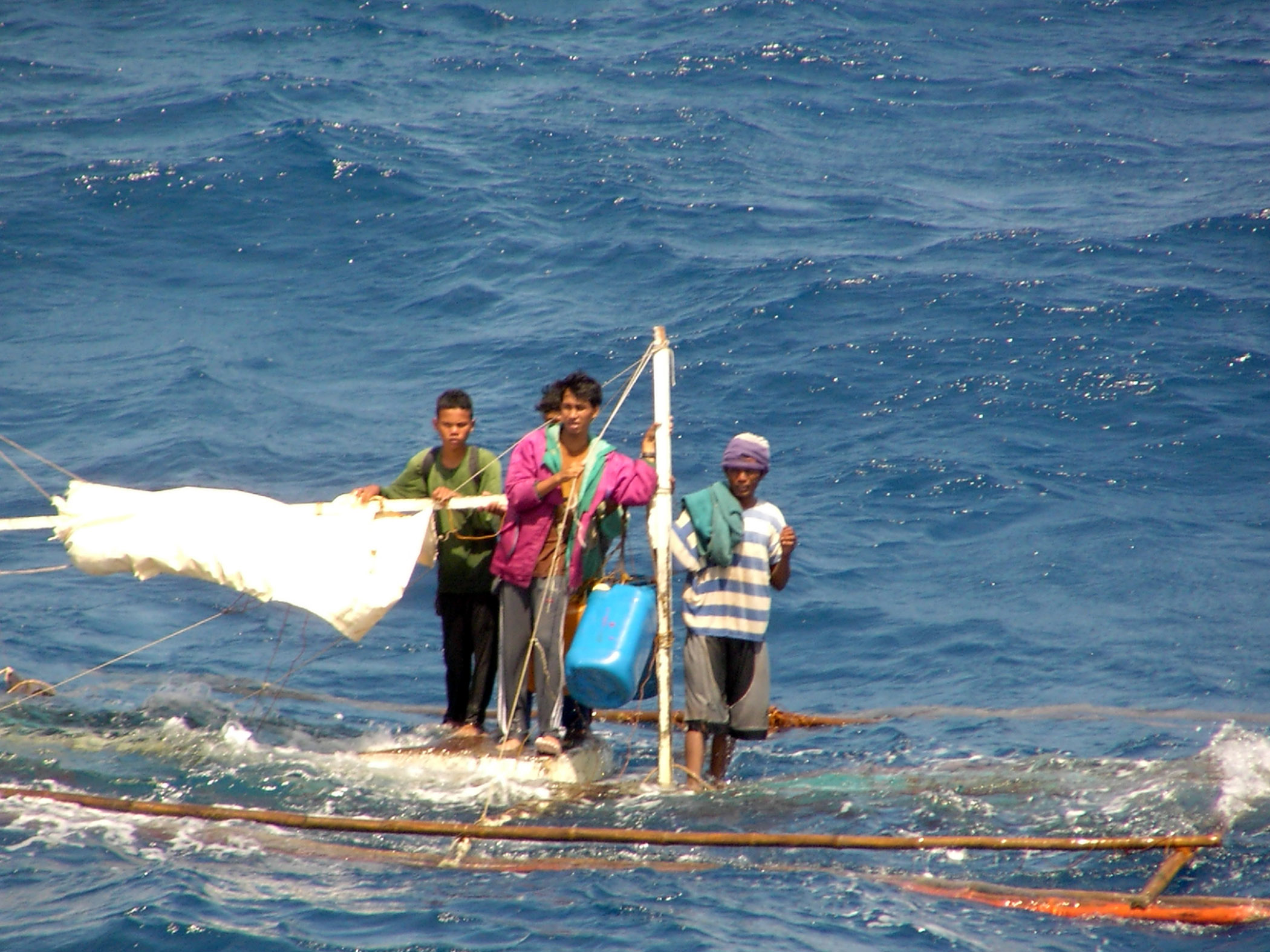
کشتی شکستگانی در نزدیکی فیلیپین.

کشتی‌شکستگی به حالتی گفته می‌شود که بدنهٔ یک شناور بزرگ بر اثر رویدادهایی بر روی دریا آسیب جدی ببیند و این امر باعث ویرانی بخشی از شناور یا غرق شدن کامل آن شود 
مهم‌ترین عامل بیشتر کشتی‌شکستگی‌ها اوضاع بد جوی است. عوامل دیگری هم‌چون بارگذاری نادرست، ساخت نادرست بدنه، ناوبری اشتباه و برخورد با صخره‌ها نیز می‌تواند باعث کشتی‌شکستگی و غرق شناور شود.
در اصطلاح فنی آن، ویرانی یک شناور در اثر حمله جنگی را کشتی‌شکستگی نمی‌نامند.
بنا بر برآورد سازمان ملل متحد، امروزه بیش از ۳ میلیون کشتی غرق‌شده در کف اقیانوس‌ها جای گرفته‌اند.
معروف‌ترین کشتی‌شکستی دوران معاصر غرق شدن کشتی عظیم تایتانیک است.